# Macedonia de frutas
La macedonia de frutas es una mezcla de variadas frutas cortadas en trozos pequeños, aderezada con azúcar (o edulcorante), licor o zumo de frutas, muy típica en algunos países donde se toma como postre. También es llamada ensalada de frutas  en Costa Rica, Ecuador, Argentina, Bolivia, Paraguay, Perú, Uruguay, Chile (en estos dos últimos donde constituye el tradicional postre estival), Colombia, Venezuela, Guatemala y México coctel de frutas o tutti frutti en Chile, frase italiana que significa literalmente «todas las frutas» (aunque en Italia se la llama también macedonia).

## Historia

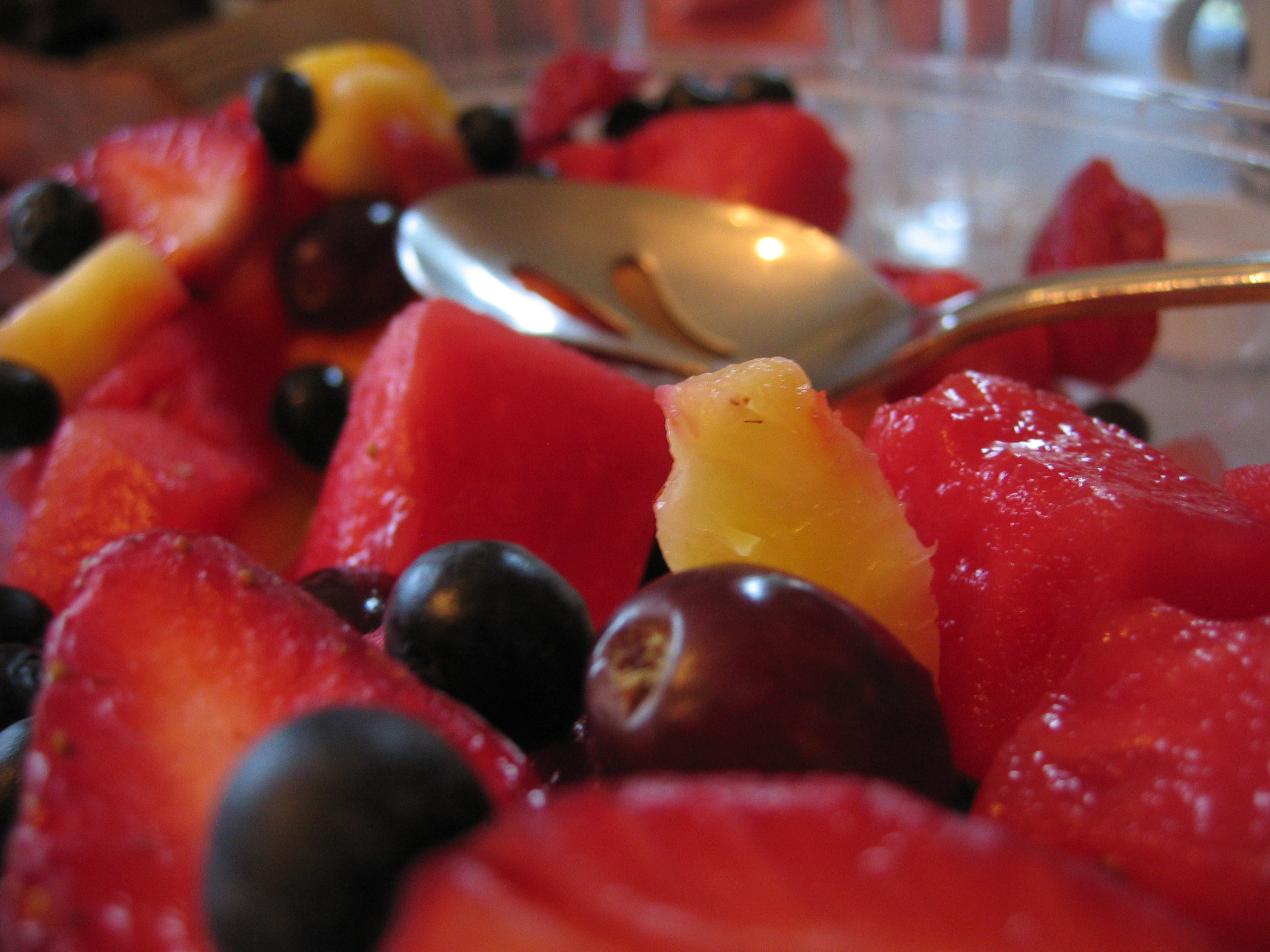
Macedonia de frutas.

El nombre con el que se ha bautizado gastronómicamente esta mezcla frutal proviene de la creación político-militar de Alejandro Magno (356 a. C.-323 a. C.), el Imperio macedónico, marco histórico y geográfico en el que alternaron razas y culturas, idiomas y tradiciones, legados religiosos y estilos artísticos, tributarios unos y otros de diversas fuentes vernáculas. Este «cóctel» de pueblos y naciones sirvió de modelo para que, durante el siglo XVIII, se empezara a utilizar en Francia el nombre propio «Macedonia» (Macédoine, en francés) para referirse a un conjunto de elementos heterogéneos en cualquier ámbito, no solo el culinario.

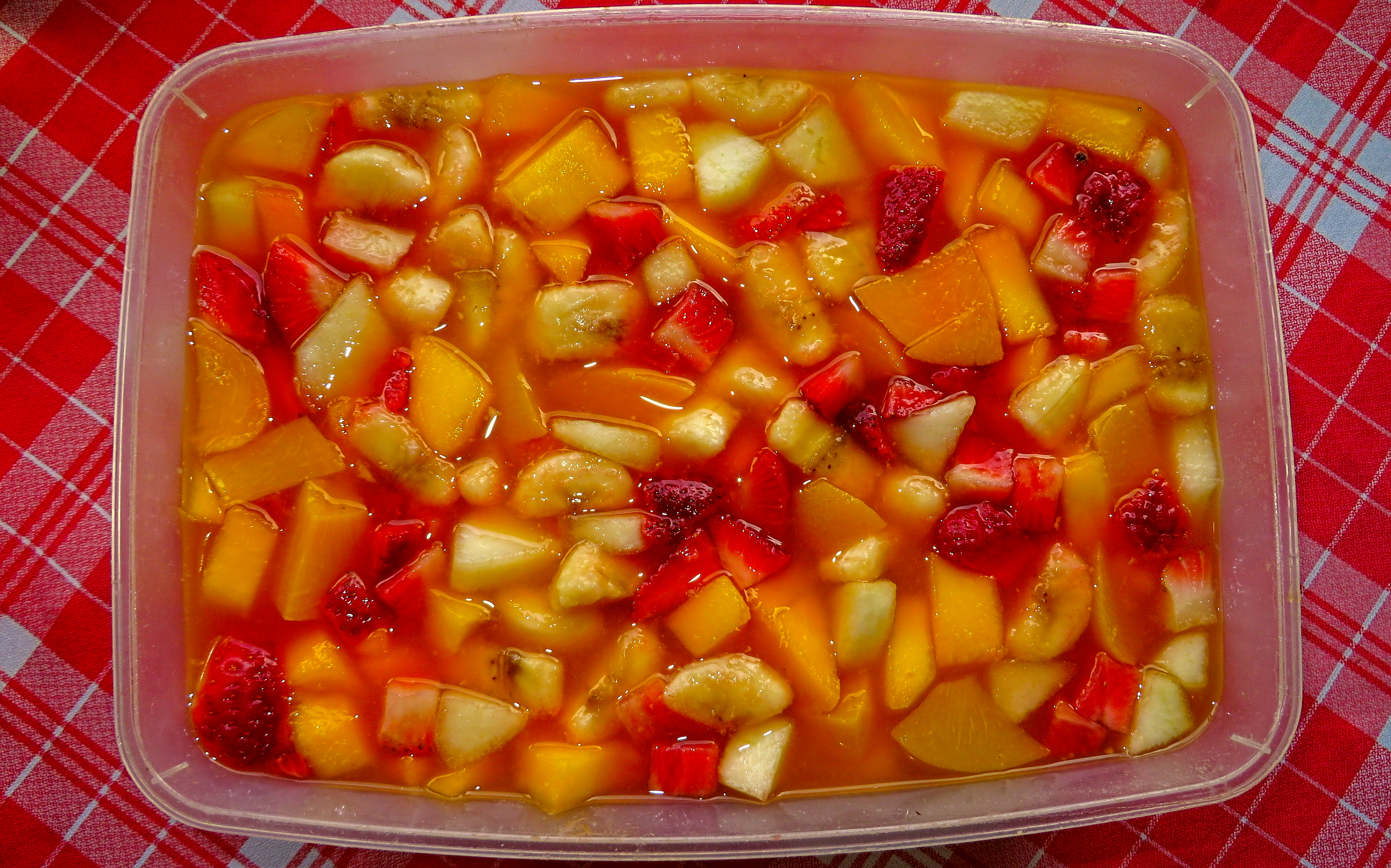
Macedonia regada de maracuyá.

Actualmente, la macedonia de frutas forma parte de la gastronomía de muchos lugares del mundo, como España, Francia, Italia y Latinoamérica.

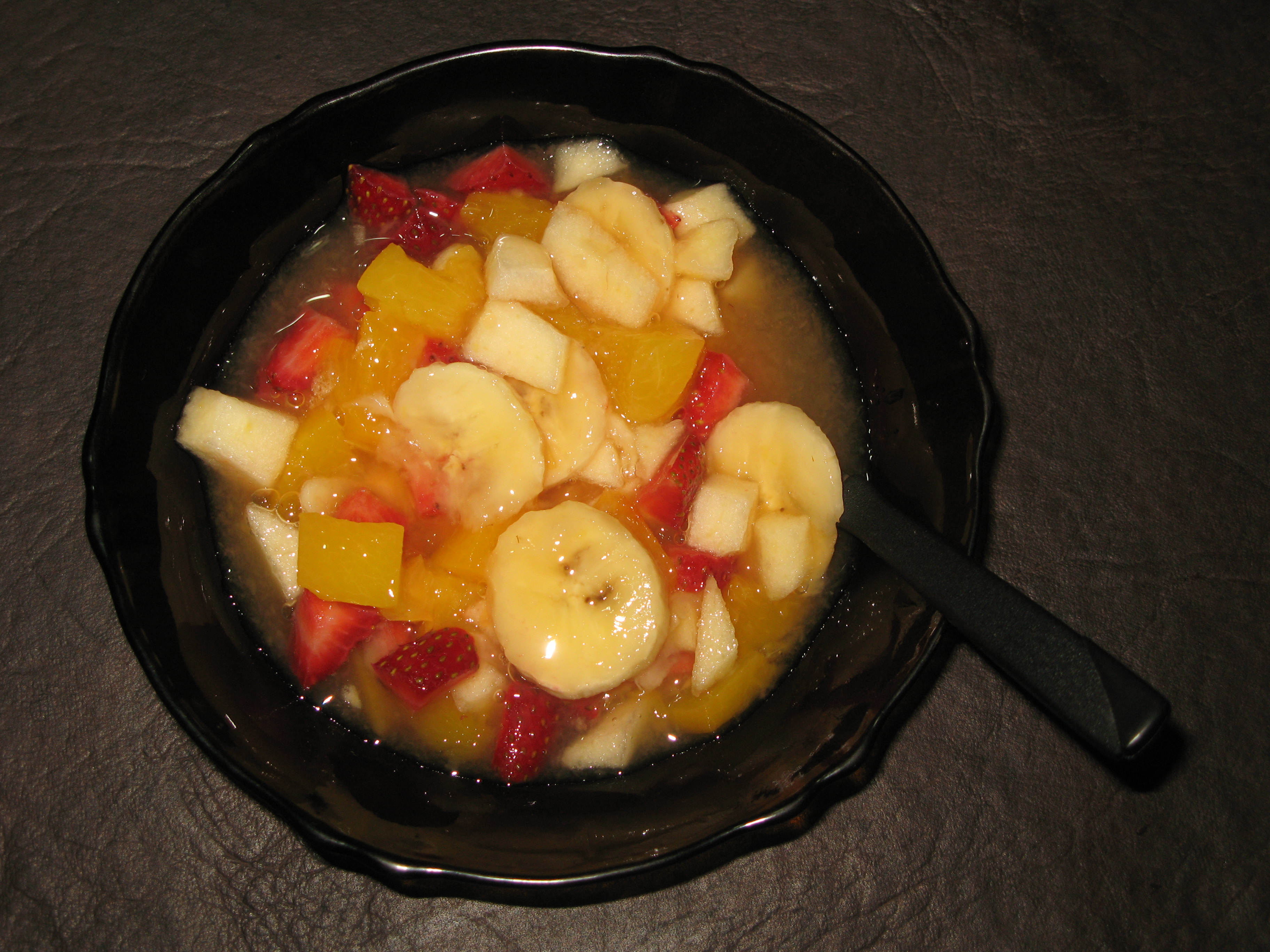
Ensalada de frutas argentina.

## Variantes
En ciertos países, como Argentina, la «macedonia» es la combinación de ensalada de frutas con helado, generalmente con sabor a vainilla.[cita requerida] Se puede aderezar con zumo de naranja, almíbar, yogur, crema de leche, helado, azúcar (o edulcorante) o algún licor (principalmente Cointreau). En Costa Rica la ensalada de frutas es un postre hecho con papaya, sandía, piña, banano, melón, gelatina, helados y granola.
En Venezuela la ensalada de fruta se come en Navidad y se compone de frutas como sandía, piña, melón, mango, manzanas, fresas y melocotones. Se adereza con zumo de limón y azúcar al gusto; opcionalmente se puede aderezar con miel y/o algún licor (mayormente ron). También hay ensalada de mango verde o semi maduro rallado a la que se le agregan condimentos como pimienta y adobo; además de agregarle ají dulce y miel, se come con tiras de pollo. También está la famosa tizana (si bien esta suele contener mayor cantidad de líquido, lo cual la distingue). 
En América Latina, un trago muy popular es el clericó, mezcla de ensalada de frutas con alguna bebida alcohólica, más comúnmente vino o sidra.
En Francia, la macedonia de vegetales (macédoine de légumes en francés) es un plato caliente que consiste en vegetales servidos con mantequilla, o una ensalada servida fría (hors d'oeuvre) de vegetales, siempre cortados en forma de dados, mezclada con vinagreta o mayonesa. Puede servirse también en aspic.

## Técnica de corte

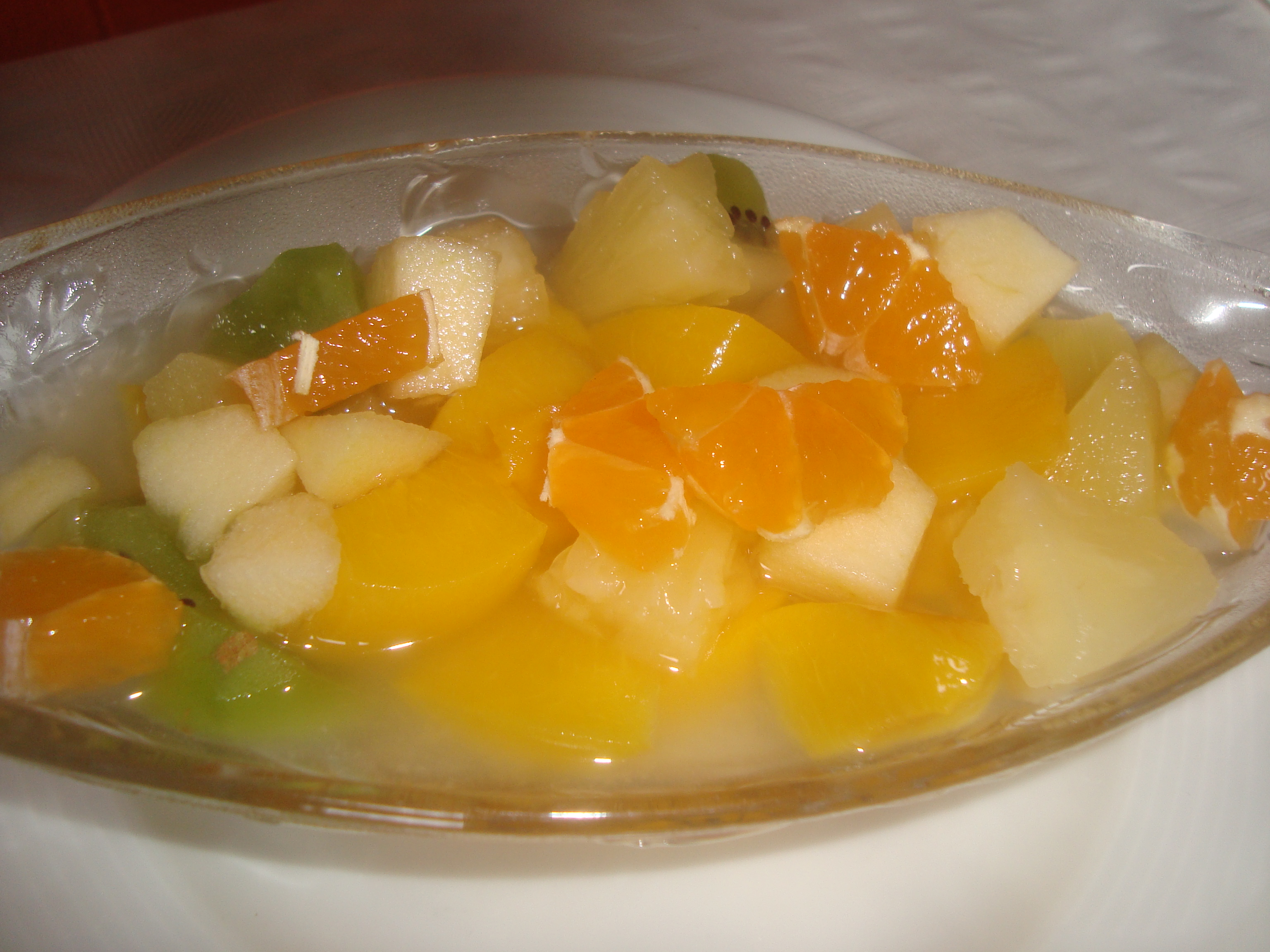
Macedonia de frutas. Ensalada de frutas dulces.

Existen variadas formas de cortar y preparar una ensalada de frutas, según el tipo de fruta empleado.